# Анна фон Хесен
Анна фон Хесен (на немски: Anna von Hessen; * 26 октомври 1529, Касел; † 10 юли 1591, Майзенхайм) е принцеса от Хесен и чрез женитба пфалцграфиня на Цвайбрюкен.

## Живот
Анна е втората дъщеря на ландграф Филип I фон Хесен (1501 – 1567) и първата му съпруга Кристина Саксонска (1505 – 1549), дъщеря на херцог Георг Брадати.
Тя се омъжва на 14 години на 24 февруари 1544 г. за по-големия с три години пфалцграф и херцог Волфганг фон Цвайбрюкен (1526 – 1569) от фамилията Вителсбахи и има с него 13 деца.
Около 1590 г. Анна подарява „Св. Анна Кирххоф“ в Хайделберг. Анна е погребана в евангелистката дворцова църква на Майзенхайм.

## Деца
Анна и Волфганг имат децата:
- Христина (1546 – 1619)
- Филип Лудвиг (1547 – 1614), пфалцграф и херцог на Пфалц-Нойбург

∞ 1574 принцеса Анна фон Юлих-Клеве-Берг (1552 – 1632)
- Йохан I (1550 – 1604), пфалцграф и херцог на Пфалц-Цвайбрюкен

∞ 1579 принцеса Магдалена фон Юлих-Клеве-Берг (1553 – 1633)
- Доротея Агнес (1551 – 1552)
- Елизабет (1553 – 1554)
- Анна (1554 – 1576)
- Елизабет (1555 – 1625)
- Ото Хайнрих (1556 – 1604), пфалцграф и херцог на Пфалц-Зулцбах

∞ 1582 принцеса Доротея Мария фон Вюртемберг (1559 – 1639)
- Фридрих (1557 – 1597), пфалцграф и херцог на Пфалц-Цвайбрюкен-Фоенщраус-Паркщайн

∞ 1587 принцеса Катарина София от Легница (1561 – 1608)
- Барбара (1559 – 1618)

∞ 1591 граф Готфрид от Йотинген-Йотинген (1554 – 1622)
- Карл I (1560 – 1600), пфалцграф и херцог на Пфалц-Цвайбрюкен-Биркенфелд

∞ 1586 принцеса Доротея Мария фон Брауншвайг-Люнебург (1570 – 1649)
- Мария Елизабет (1561 – 1629)

∞ 1585 граф Емих XII от Лайнинген-Дагсбург-Харденбург (1562 – 1607)
- Сузанна (1564 – 1565)